# Monagonia
Monagonia là một chi bọ cánh cứng trong họ Chrysomelidae.
Chi này được miêu tả khoa học năm 1931 bởi Uhmann.

## Các loài
Các loài trong chi này gồm:
- Monagonia melanoptera Chen & Sun, 1964
- Monagonia serena (Weise, 1924)